# Port-Blanc (Baden)
Pour les articles homonymes, voir Port-Blanc.
Port-Blanc est un village de la commune de Baden (Morbihan). Depuis la fin du XIXe siècle, c'est le site d'un embarcadère pour l'Île-aux-Moines.

## Localisation
Port-Blanc constitue l'extrémité orientale de la commune de Baden. Le village occupe le bout d'une pointe avançant dans le golfe du Morbihan et distante de moins de 400 m de l'île aux Moines.

## Toponymie
Port-Blanc (Pors Gwen en breton)

## Accès
Port-Blanc est desservi par la ligne 23 du réseau Kicéo circulant toute l'année du lundi au samedi (tous les jours en été), et par une navette gratuite le reliant au bourg de Baden en juillet et août du lundi au samedi.

## Histoire
La localité s'est développée à partir du début du XIXe siècle, comme l'atteste le cadastre napoléonien. Elle a connu son essor lorsque la liaison maritime entre Arradon et la pointe du Trec'h (île aux Moines) a été abandonnée et qu'on y a construit une cale (1837). 
Le transport de matériaux a commencé en 1894, puis l’avènement des congés payés en 1936 entraîne le développement du trafic passagers et la construction d'établissements de restauration. Le site a bénéficié d'un réaménagement à la fin des années 1990, avec la construction d'une gare maritime et d'une capitainerie (1997).
Pour faire face à une fréquentation croissante de l'embarcadère, une navette bus estivale reliant gratuitement le port au bourg est mise en place en 2019 par la mairie de Baden. Elle est reconduite les années suivantes avec le soutien de Golfe du Morbihan - Vannes Agglomération et de partenaires privés. De nouveaux parkings totalisant 1000 places de stationnement sont mis en service à l'été 2020,. Les riverains du port restent néanmoins préoccupés par les effets du surtourisme.

## Le Port
Le port est une escale de la semaine du golfe, manifestation maritime et terrestre se déroulant tous les deux ans durant la semaine de l’Ascension  qui rassemble principalement des centaines de voiliers traditionnels et classiques, autrement dit bateaux de caractère, français et européens.

### Port de fret
Le port de Port-Blanc est un port de fret, chargé essentiellement de l'avitaillement de l'Île-aux-Moines durant toute l'année.

### Port de passagers
Le port de passagers de Port-Blanc assure l'essentiel du trafic passagers avec l'Île-aux-Moines.

### Port de plaisance
Le port de plaisance est regroupé avec celui de l'Île-aux-Moines. L'ensemble offre 416 places à flot, dont 120 places de pontons et deux cales de mise à l'eau.

### Base de sauvetage
La cale de Port-Blanc offre des moyens de sauvetage mis en œuvre par la société nationale de sauvetage en mer (SNSM), la gendarmerie, les affaires maritimes ou les pompiers.